# Diario di una schiappa 2 - La legge dei più grandi
Diario di una schiappa 2 - La legge dei più grandi (Diary of a Wimpy Kid: Rodrick Rules) è un film del 2011 diretto da David Bowers e basato sul libro Diario di una schiappa - La legge dei più grandi della serie di Jeff Kinney, ed è il secondo film della serie. Interpreti principali del film sono Zachary Gordon (Greg Heffley), Devon Bostick (Rodrick Heffley) e Robert Capron (Rowley Jefferson). Gli altri protagonisti del film sono Rachael Harris, Steve Zahn e Peyton List.
Il film è il sequel di Diario di una schiappa del 2010.

## Trama
Greg Heffley si è ormai ambientato alle medie ma deve fronteggiare le sue paure d'amore per la sua compagna di scuola Holly Hills ed il fratello maggiore Rodrick che lo stuzzica continuamente e che ambisce a partecipare con la sua band ad un talent show, così come il suo amico d'infanzia Rowley che vorrebbe coinvolgere Greg in un numero di magia, ma quest'ultimo non è d'accordo.
Dopo l'ennesimo dispetto di Rodrick al fratello, ridicolizzandolo in chiesa per una macchia di cioccolato sui pantaloni, tra i due scoppia una rissa e Susan e Frank, stanchi dei loro continui litigi, li costringono a stare soli per un weekend in casa ordinando loro di non far entrare nessuno ma Rodrick disobbedisce a loro appena escono di casa, organizzando una festa e chiudendo Greg in cantina; quest'ultimo chiama Rowley per farsi aiutare, ma viene chiuso anche lui fino a quando una chiamata di Susan costringe Rodrick a liberare i ragazzi, che giurano di non dire niente della festa. Alla fine passano tutti una serata piena di divertimento.
Il giorno dopo Susan telefona a casa dicendo che rincasano prima perché Manny è malato: Rodrick e Greg cercano in tutta fretta di sistemare la casa per non far scoprire loro della festa, ma trovano una scritta con un pennarello indelebile sulla porta del bagno; la sostituiscono con un'altra, ma si accorgono all'ultimo momento che ha una maniglia diversa.
Successivamente Susan scopre che la maniglia della porta del bagno è cambiata e costringe Greg a raccontare la verità: quest'ultimo confessa della festa, ma supplica la madre di non dire nulla a Rodrick, in quanto stanno diventando amici.
Un giorno, quest'ultimo e Greg passano una bella serata ma al rientro in casa, Frank scopre una macchina fotografica con delle foto della festa e perciò punisce Greg con due settimane senza videogiochi mentre Rodrick non potrà partecipare al talent show. Quest'ultimo accusa Greg di essere la causa di tutto e rompe l'amicizia con lui.
Per il fine settimana, vengono mandati nella casa di riposo dal nonno ma anche qui gli scherzi di Rodrick non si fermano arrivando anche a rubare il diario di Greg in cui ci sono scritte frasi romantiche su Holly per consegnarlo alla ragazza quando questa arriva nella casa di riposo; nonostante sia in mutande, Greg recupera il diario e si chiude in un bagno per strappare le pagine ma all'ultimo secondo si rende conto di essere nel bagno delle donne e viene scoperto così da una folla di anziane signore che lo circonda per picchiarlo ma Greg riesce a scappare venendo tuttavia ripreso da una telecamera di videosorveglianza che Rodrick usa per registrarlo in una videocassetta con l'intento di diffonderla. In seguito, riesce anche a superare le sue paure ed a stabilire una prima e amichevole conversazione con Holly.
Poco tempo dopo, inizia il talent show e Susan suggerisce a Greg di fare il numero di magia con Rowley, ma lui rifiuta per evitare di mettersi in ridicolo davanti a Holly. Poi ci ripensa e convince la madre a permettere a Rodrick di esibirsi se lui esegue il numero con Rowley. Il numero dei due amici diverte molto Holly, la quale va a fare i complimenti a Greg. La performance della band di Rodrick non va affatto bene, fino a quando Susan sale a ballare sul palco e il pubblico inizia a fare lo stesso. A questo punto, Rodrick deve il favore a Greg e i due tornano amici. Con ciò, egli restituisce la videocassetta al fratello, non avendola mai mostrato a nessuno, mentre quest'ultimo ha registrato tutta l'esibizione del talent show in un video che poi pubblica su YouTube ottenendo tantissime visualizzazioni ma provocando purtroppo l'ira di Rodrick.

## Promozione
Il trailer originale è stato pubblicato il 25 dicembre 2010 direttamente nelle sale cinematografiche e, il 3 gennaio 2011, anche online. Nel febbraio seguente è stato pubblicato un altro trailer sul canale ufficiale YouTube. Il trailer italiano ufficiale è stato pubblicato dalla 20th Century Fox Italia il 15 giugno 2011, insieme a quello del prequel Diario di una schiappa.

## Distribuzione
Il film è uscito nelle sale statunitensi il 25 marzo 2011, mentre, a Singapore, otto giorni prima, il 17 marzo. In Italia è uscito il 5 agosto seguente.
Il 21 giugno 2011 la pellicola è stata distribuita anche in DVD ed in Blu-ray. Inoltre, il film è disponibile sulla piattaforma di streaming online Disney+.

## Accoglienza

### Incassi
La pellicola ha incassato 52.6 milioni di dollari nel Nord America, raggiungendo anche la vetta del botteghino statunitense al termine del fine settimana di debutto, ed altri 19.7 milioni nel resto del mondo, per un totale di 72.4 milioni di dollari.
In Italia il film ha guadagnato 125.000 euro di cui 51.000 nel primo fine settimana di proiezione.

### Critica
L'aggregatore di recensioni online Rotten Tomatoes ha assegnato al film una percentuale di gradimento pari al 47% sulla base di 98 recensioni professionali, con una media voto del 5.3/10. Metacritic ha attribuito alla pellicola un punteggio pari a 51/100 sulla base di 23 critiche. CinemaScore ha assegnato "A-" in una scala di valutazione da "A+" a "F".

## Riconoscimenti
- 2012 - Young Artist Award
  - Miglior attrice giovane non protagonista a Laine MacNeil
  - Nomination Miglior attore giovane a Zachary Gordon
  - Nomination Miglior attore giovane non protagonista a Karan Brar
  - Nomination Miglior attore giovane non protagonista a Robert Capron
  - Nomination Miglior attore giovane 10 anni o meno a Connor e Owen Fielding
  - Nomination Miglior attrice giovane 10 anni o meno a Dalila Bela
- 2012 - Guild of Music Supervisors Awards
  - Miglior supervisione della colonna sonora di un film con un incasso superiore ai 20 milioni di dollari a Julia Michels